# 乔·维德
乔·维德（英語：Joe Verdeur，1926年3月7日—1991年8月6日），生于费城，美国男子游泳运动员。他曾代表美国参加1948年夏季奥林匹克运动会游泳比赛，获得男子200米蛙泳金牌。